# Helga Teichmann
Helga Teichmann (* 1927 in Dresden als Helga Schaarschuch) ist eine deutsche Fotografin.

## Leben und Werke
Helga Teichmann ist eine Tochter des Bildreporters Kurt Schaarschuch. Sie studierte 1944/45 an der Staatlichen Photo-Fachschule in Dresden und veröffentlichte noch während des Zweiten Weltkriegs erste Porträtaufnahmen. Von 1945 bis 1948 arbeitete sie als Praktikantin im Geschäft ihres Vaters, dann wurde sie als selbstständige Bildberichterstatterin in Gera zugelassen. Ihr Thüringer Presseausweis trug die Nummer 7. Sie heiratete den Musiker Werner Teichmann. Werner Teichmann hatte seine musikalische Laufbahn 1946 als Oboist an der Dresdner Philharmonie begonnen, war 1947 Korrepetitor an den Bühnen der Stadt Gera geworden und wurde 1949 Kapellmeister. 1951 erhielt er eine Stelle in Eisenach, wohin die Familie – das Ehepaar Teichmann bekam zwei Kinder – umzog.
In der Illustrierten Rundschau veröffentlichte Helga Teichmann Titelbilder; als Urheber wurde „Foto Teichmann“ angegeben. 1951/52 hatte sie eine Anstellung beim Landestheater Eisenach als Bühnenfotografin, danach arbeitete sie wieder als Selbstständige. Helga Teichmann wurde von der DDR-Führung als „politisch nicht zuverlässig“ eingestuft. Als ihrem Ehemann die Verhaftung drohte, übersiedelte die Familie Teichmann Anfang 1953 in die Bundesrepublik Deutschland. Von Westberlin gelangte sie nach Württemberg, und Werner Teichmann wurde 1958 Dirigent des Stadtorchesters Ludwigsburg. 1967 kam eine Bürostelle beim Kulturamt Ludwigsburg hinzu, die Werner Teichmann auch behielt, nachdem seine Dirigententätigkeit 1976 geendet hatte. 1980 zog die Familie nach Trossingen, wo Werner Teichmann 1995 starb.
Im Westen konnte Helga Teichmann aus finanziellen Gründen nicht mehr als Fotografin arbeiten, sondern verdiente mit anderen Tätigkeiten Geld. Ihr Archiv befindet sich zum Teil im Stadtmuseum Dresden. Bilder von Helga Teichmann wurden in der Ausstellung frauenobjektiv im Haus der Geschichte der Bundesrepublik Deutschland gezeigt.
2003 erwarb das Stadtmuseum Gera eine Sammlung von Negativen dieser Fotografin, die für die Dokumentation der Nachkriegszeit in Gera wertvoll sind. Teichmann fotografierte neben Trümmerfrauen auch Kinder im Ferienlager, Aufmärsche am 1. Mai und eine Aufführung des Wildschütz auf Schloss Osterstein im Jahr 1949. 2016 trat Helga Teichmann bei einer Veranstaltung zum Thema Flucht öffentlich auf.